# Veilchenbrustkolibri
Der Veilchenbrustkolibri (Sternoclyta cyanopectus) ist ein Vogel aus der Familie der Kolibris (Trochilidae) und die einzige Art der somit monotypischen Gattung Sternoclyta. Er kommt in Venezuela vor. Der Bestand wird von der IUCN als „nicht gefährdet“ (least concern) eingestuft.

## Beschreibung

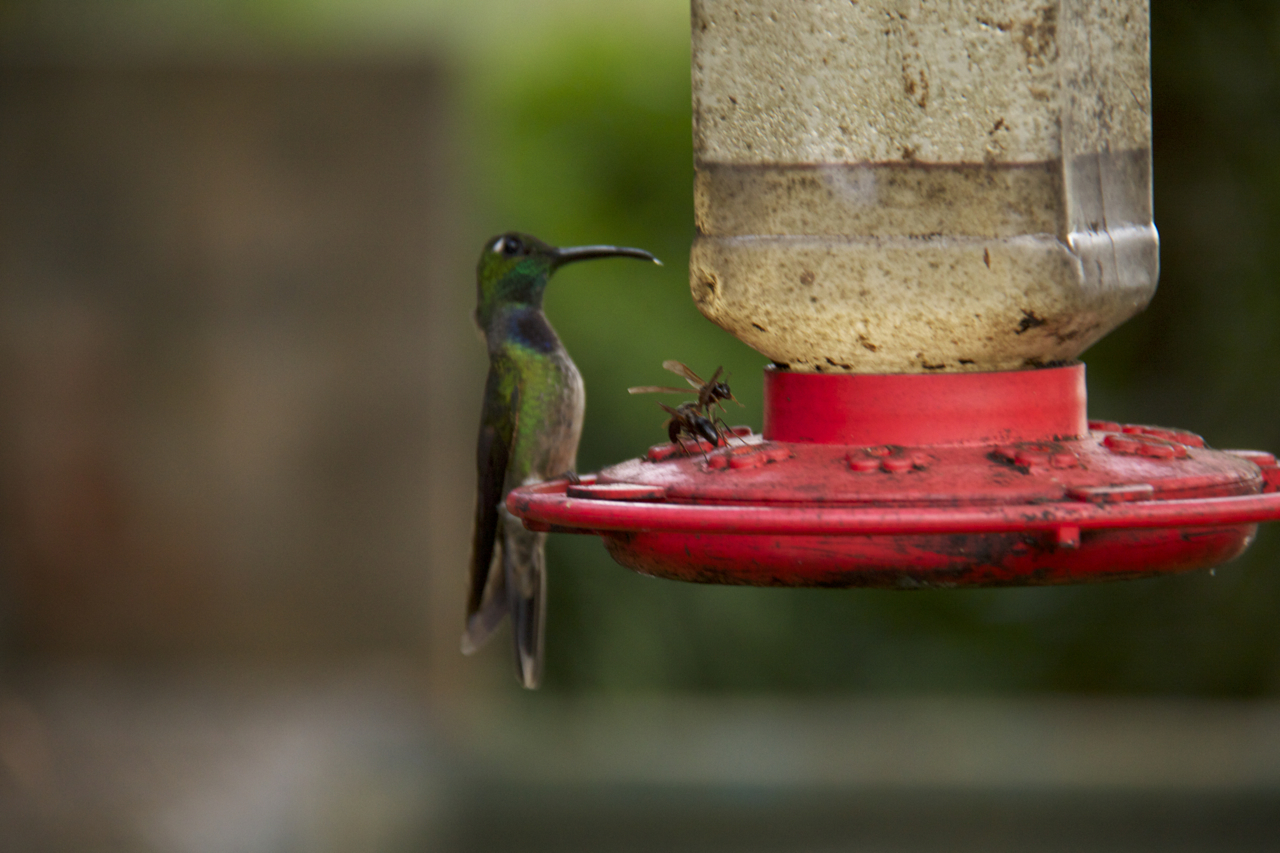
Veilchenbrustkolibri

Der Veilchenbrustkolibri erreicht eine Länge von 12 bis 13 Zentimetern. Das Gewicht beträgt 8,4 bis 9,4 Gramm bei den Männchen und 9,0 bis 10,3 Gramm bei den Weibchen. Der schwarze Schnabel ist etwas gebogen. Beim Männchen ist die Oberseite schimmernd grasgrün. Die Kehle ist glitzernd smaragdgrün. Die Brust ist durch einen tropfenförmigen, glitzernd violettblauen Flecken charakterisiert. Die übrige Unterseite ist beigegrau mit goldgrünen Lamellen an den Flanken. Der Schwanz ist bronzegrün. Das Weibchen ist an der Oberseite wie das Männchen gefärbt. Die Unterseite ist grauweiß mit goldgrünen Lamellen. Die Bauchmitte ist rötlich. Die immaturen Vögel ähneln den Weibchen.

## Vorkommen und Lebensraum

Verbreitungsgebiet des Veilchenbrustkolibris

Der Veilchenbrustkolibri bewohnt die Andenregion in der Cordillera de Mérida in den venezolanischen Bundesstaaten Táchira, Mérida und Lara sowie die Cordillera de la Costa Central in Miranda. Sein Lebensraum sind Feuchtwälder und Waldland, aber auch Sekundärwälder und Kaffeeplantagen in der niederen subtropischen Zone von Meereshöhe bis in eine Höhenlage von 1900 m. Gelegentlich ist er auch in Regenwäldern oder Nebelwäldern in der tropischen Zone anzutreffen.

## Lebensweise
Der Veilchenbrustkolibri ernährt sich vom Nektar der Helikonien-Blüten. Das Gelege besteht aus zwei Eiern, die vom Weibchen bebrütet werden.

## Etymologie und Forschungsgeschichte
John Gould beschrieb den Veilchenbrustkolibri zunächst unter dem Namen Trochilus (Lampornis) cyanopectus. Als Fundort nannte er Venezuela. Als er mit der Lieferung 16  seiner Kolibritafeln die neue  Gattung Sternoclyta einführte, schlug er die Art dieser zu. Dieser Name leitet sich aus den griechischen Worten στέρνον stérnon für „Brust“ und κλυτός klytós für „prächtig, glanzvoll“ ab. Cyanopectus ist ein Gebilde aus den lateinischen Worten cyanos für „blauglänzend, Lapislazuli“ und pectus für „Brust“ ab.